# مانوئل اتلک
مانوئل اتلک (انگلیسی: Manuel Štrlek؛ زادهٔ ۱ دسامبر ۱۹۸۸) بازیکن هندبال اهل کرواسی است.